# قانون الاختطاف الفيدرالي
أقرّ الكونغرس الأمريكي قانونًا فدراليًا لمكافحة الاختطاف، يُعرف باسم قانون الاختطاف الفدرالي، ويُطلق عليه شعبيًا اسم قانون ليندبيرغ أو قانون ليندبيرغ الصغير عقب حادثة اختطاف ليندبيرغ التاريخية (اختطاف وقتل طفل الطيار الشهير تشارلز ليندبيرغ)، صُمم هذا القانون ليمنح السلطات الفدرالية صلاحية التدخل وملاحقة الخاطفين بمجرد عبورهم حدود الولايات مع ضحاياهم.
اقتُرح القانون لأول مرة في ديسمبر 1931 على يد السيناتور "روسكو كونكلينغ باترسون" من ولاية ميزوري، الذي أشار إلى سلسلة من حالات الاختطاف التي وقعت مؤخرًا في ولايته كدليل على الحاجة إلى حل فدرالي. في البداية، قوبل اقتراحه بمقاومة بسبب المخاوف المتعلقة بتمويل القانون وصلاحيات الولايات.
عاد النقاش حول القانون إلى الواجهة بعد حادثة اختطاف "هوارد وولفرتون" في أواخر يناير 1932. وقد كانت تلك الحادثة بارزة في عدة تقارير صحفية تم إعدادها ونشرها خلال الأسابيع التالية، وربما كانت مصدر إلهام لها. من بين تلك المشاريع الصحفية، اثنان بارزان: أحدهما أعدّه "بروس كاتون" من جمعية مؤسسات الصحف، والآخر من إعداد "فريد باسلي" من صحيفة ديلي نيوز في نيويورك. وقد كان كلا التقريرين جاهزين للنشر في غضون يوم أو يومين فقط من حادثة اختطاف ليندبيرغ، وقد صوّرا الاختطاف كتهديد وجودي لحياة الأمريكيين، وجريمة متنامية لا أحد في مأمن منها.
أُقرّ القانون في صيف عام 1932 عقب العثور على جثة طفل ليندبيرغ بالقرب من منزله. وفي عام 1934، عُدّل القانون ليستثني الآباء الذين يختطفون أبناءهم القُصّر، ولإتاحة فرض عقوبة الإعدام في الحالات التي لا يُطلق فيها سراح الضحية بسلام.
كانت الفكرة وراء هذا القانون أن تدخل سلطات إنفاذ القانون الفدرالية ضروري لأن الجهات المحلية على مستوى الولايات والمقاطعات لم تكن فعالة بما يكفي لملاحقة الخاطفين عبر حدود الولايات. ونظرًا لأن سلطات إنفاذ القانون الفدرالية مثل مكتب التحقيقات الفيدرالي والمارشالات الأمريكية تمتلك صلاحية وطنية، فقد اعتقد الكونغرس أنها قادرة على التعامل مع جرائم الاختطاف بشكل أكثر كفاءة.
ينص القانون على افتراض قابل للدحض بحدوث نقل بين الولايات أو عبر الحدود إذا لم يُفرج عن الضحية خلال 24 ساعة. كما يُعد الاشتراك في مؤامرة أو محاولة ارتكاب الاختطاف انتهاكًا للقانون. ويشمل القانون أيضًا الولاية القضائية خارج حدود البلاد إذا كانت الجريمة ضد شخص يتمتع بحماية دولية.
الشخص الوحيد الذي أُعدم بموجب إدانة فدرالية بالاختطاف في قضية لم تسفر عن وفاة الضحية هو "آرثر غوتش". أما بموجب النص الحالي للقانون، فلا تُصبح جريمة الاختطاف جريمة عقوبتها الإعدام إلا إذا تُوفيت الضحية. وعادةً، فإن اختطافًا يؤدي إلى وفاة الضحية يُعاقب عليه بالسجن المؤبد الإجباري إذا كان الجاني بالغًا، ما لم يسمح القاضي باستثناء خاص من الإرشادات الفدرالية.
بالإضافة إلى ذلك، ينص القانون على عقوبة بالسجن لمدة لا تقل عن 20 عامًا إذا كانت الضحية قاصرًا وكان الجاني بالغًا وليس أحد أفراد الأسرة. 
كما اعتمدت عدة ولايات قوانينها الخاصة المشابهة والمعروفة باسم "قوانين ليندبيرغ الصغيرة"، لمعالجة حوادث الاختطاف التي لا تشمل عبور حدود الولايات. وفي بعض الولايات، كانت أي إصابة بدنية تلحق بالضحية كافية لتحويل الجريمة إلى جريمة يعاقب عليها بالإعدام، كما حدث في قضية "كاريل تشيسمان" في كاليفورنيا. لكن بعد قرار المحكمة العليا الأمريكية في 8 أبريل 1968 في قضية الولايات المتحدة ضد جاكسون، لم يعد الاختطاف وحده يُعد جريمة يُعاقب عليها بالإعدام.